# Władysław Wardas
Władysław Wardas (zm. 29 marca 2021) – polski inżynier, profesor nauk technicznych.

## Życiorys
W 1996 r. uzyskał tytuł profesora nauk technicznych. Pracował w Beskidzkiej Wyższej Szkole Umiejętności w Żywcu i w Katedrze Chemii Ogólnej i Analitycznej na Wydziale Farmaceutycznym z Oddziałem Medycyny Laboratoryjnej Śląskiego Uniwersytetu Medycznego w Katowicach.
Pochowany na cmentarzu w Sosnowcu przy al. Mireckiego.

## Odznaczenia i wyróżnienia
- Medal Komisji Edukacji Narodowej[1]
- Złota Odznaka „Zasłużony w rozwoju województwa katowickiego”[1]
- Odznaka „Za wzorową pracę w służbie zdrowia”[1]
- Krzyż Kawalerski Orderu Odrodzenia Polski[1]
- Krzyż Oficerski Orderu Odrodzenia Polski[1]
- Brązowy Krzyż Zasługi[1]
- Srebrny Krzyż Zasługi[1]
- Złoty Krzyż Zasługi[1]